# Indra Nooyi
Indra Krishnamurthy Nooyi (en tamil: இந்திரா கிருஷ்ணமூர்த்தி நூயி) (Chennai, India, 28 de octubre de 1955) es una empresaria estadounidense nacida en la India. Fue Presidenta y Directora ejecutiva (CEO) de PepsiCo, segundo mayor negocio de alimentos y bebidas en el mundo por sus ingresos netos. Fue a la vez la primera persona inmigrante y la primera mujer en ocupar el puesto con mayor autoridad en la empresa, la más grande del mundo liderada por una mujer.
Ella ayudó a PepsiCo a convertirse en una de las empresas más exitosas del mundo, cuyas ventas crecieron un 80% durante su mandato de 12 años. Ella encabezó la transición de Pepsi a una empresa más ecológica y más respetuosa con el medio ambiente

## Biografía

### Primeros años
Nooyi nació en Madrás (ahora conocida como Chennai), Tamil Nadu, India. Es de una familia de habla tamil. Se educó en Holy Angels Anglo Indian School la secundaria más importante en Madrás. Recibió una licenciatura en Física, Química y Matemáticas del Madrás Christian College en 1974 y un Diploma de Postgrado en Gestión (MBA) del Instituto Indio de Gestión de Calcuta en 1976.

### Carrera
Comenzando su carrera en la India, Nooyi ocupó cargos como directora del producto en Johnson & Johnson y en la firma textil Mettur Beardsell. Fue admitida en la Escuela de Administración de Yale en 1978 y obtuvo el grado de maestría en gestión pública y privada, mientras que en la Universidad de Yale, completó su internado de verano con Booz Allen Hamilton.
Se graduó en 1980, Nooyi se unió a la Boston Consulting Group (BCG), y después se mantuvo posiciones de estrategia en Motorola y Asea Brown Boveri.
Nooyi se unió a PepsiCo en 1994 y fue nombrada presidente y directora financiera (más no CEO) en 2001. Nooyi ha dirigido la estrategia global de la empresa durante más de una década y condujo a la reestructuración de PepsiCo, incluida la venta de 1997, de sus restaurantes en TriCom, ahora conocida como Yum! Brands. Nooyi también tomó la delantera en la adquisición de Tropicana en 1998, y la fusión con Quaker Oats Company, que también trajo Gatorade de PepsiCo. 
Desde que comenzó como directora financiero en 2001, el beneficio neto anual de la compañía ha aumentado de $ 2.7 mil millones a $ 6.5 mil millones. En 2006 se convirtió en el quinto Director ejecutivo en 44 años de historia de PepsiCo.
Mientras era CEO de PepsiCo en 2011, Nooyi obtuvo una compensación total de $17 de millones de dólares que incluyó un salario base de $1,6 millones, un bono en efectivo de $2,5 millones, valor de la pensión y compensación diferida de $3 millones. En 2014, su compensación total había crecido a $19.087.832, incluyendo $5.5 millones de dólares de compensación en acciones.
En agosto de 2018, a los 62 años, anunció su retirada como CEO tras 12 años en el cargo (la media anterior era de 5 años). Durante sus años como máxima directival ogró la adquisición de Quaker Foods y evitó la campaña de Nelson Peltz para desmembrar la compañía. El español Ramón Laguarta le sustituye en el cargo.
Durante su administración, el portafolio de PepsiCo reportó diversos cambios relacionados con la reducción de azúcares añadidos y el sodio en 2017, respectivamente, en medio de impuestos a alimentos calóricos en países como México y cambios en los ámbitos alimenticios.
En 2017, Indra Nooyi, de 62 años y maestra en Administración de Empresas por Yale, ocupó el lugar número 11 de la lista de las mujeres más poderosas del mundo de Forbes, debido a sus iniciativas de llevar a la empresa de alimentos y bebidas hacia ofertas más saludables como parte de su plan para 2025.

### Vida personal
Nooyi creció en una familia de clase media en India, cuando ella y su hermana eran jóvenes, su madre las desafiaba en la mesa cada noche para dar discursos sobre lo que harían, si fueran primer ministro u otro líder mundial. 
Tiene dos hijos. Su esposo es Raj K. Nooyi. Reside en Greenwich, Connecticut. Es vegetariana. Su hermana mayor, Chandrika Krishnamurthy Tandon, es cantante.

## Reconocimientos
Es considerada una de las cien mujeres más influyentes del mundo. En 2014, ocupó el puesto 13 en la lista de las 100 mujeres más poderosas del mundo de Forbes, mientras en 2015 el puesto 15. Fue a la vez la primera persona inmigrante y la primera mujer en ocupar el puesto de más autoridad en PepsiCo, la empresa más grande del mundo liderada por una mujer.
Ha recibido el título de doctor honoris causa de Derecho (Leyes) por el Babson College en 2004, y por la Universidad de Warwick y la Universidad de Miami en 2011; Grado honorífico por la Universidad de Nueva York en 2008, la Universidad de Duke en 2009 y la Universidad Estatal de Carolina del Norte en 2013; Doctorado Honorario en Humanidades por la Universidad Estatal de Pensilvania en 2010, y Universidad Estatal de Nueva York en Purchase en 2015; Doctorado Honorario de Derecho por la Universidad de Miami en 2011.
Pratibha Patil, expresidenta de la India (2007-2012), la condecoro con la Padma Bhushan en 2007. Y recibió la Medalla de Honor de Barnard College en 2009. Fue nombrada como la tercera mujer más poderosa en los negocios por Fortune en el año 2014.